# Täglicher Anzeiger Holzminden
Der Tägliche Anzeiger Holzminden (TAH) ist eine lokale Tageszeitung in der Region Holzminden. Sie erscheint im Druck- und Verlagshaus Hüpke & Sohn Weserland-Verlag GmbH und erreicht eine verkaufte Auflage von 6955 Exemplaren. Zugleich ist der TAH das Amtliche Mitteilungsblatt der Stadt Holzminden und des Landkreises Holzminden, des Finanzamtes und weiterer Behörden.

## Geschichte
Der Tägliche Anzeiger Holzminden wurde vom Hofbuchdrucker der Abtei Corvey, Johann Georg Herrenkind, im Jahr 1777 gegründet.
Ab 1785 wird die Wochenzeitung mit dem Titel „Holzmindisches Wochenblatt“ gedruckt. Als Herausgeber fungiert der Collaborator der Holzmindener Klosterschule, Theodor Christoph Grotrian. Als Buchdrucker für die Zeitung wurde Justus Heinrich Bohn erwähnt. 1786 wird der Postbeamte August Heinrich Raabe, Großvater des Dichters Wilhelm Raabe Herausgeber der Zeitung, später folgte Heinrich Friedrich Wiedemann.
Das „Holzmindisches Wochenblatt“ wird 1795 zunächst eingestellt. Zwei Jahre später wird die Zeitung wieder gedruckt und erscheint in der Folgezeit mit weiterer Namensbezeichnungen, darunter den Titel „Holzmindisches Kreisblatt“.
Ab 1871 gibt Carl Hüpke als Initiator und Druckereibesitzer den dreimal wöchentlich erscheinenden „Holzmindener Anzeiger“ als Konkurrenzblatt heraus. Nach einigen Titeländerungen wird schließlich der Titel „Täglicher Anzeiger“ beibehalten und die Zeitung erscheint auch sonntags. Durch den Erwerb des „Holzmindisches Kreisblatt“ durch die Familie Hüpke erfolgte 1908 unter Hugo Hüpke die Verschmelzung der beiden Zeitungen Holzmindener Kreisblatt und Täglicher Anzeiger zum Täglichen Anzeiger Holzminden.
Aufgrund von Aufsätzen gegen die Regierung durch den ehemaligen Ministerpräsidenten von Braunschweig und danach parteilosen Landtagsabgeordneten Sepp Oerter erstattete der Leiter des Presseamtes des Freistaates Braunschweig eine Anzeige und der TAH wurde im September 1923 kurzzeitig nach dem Gesetz zum Schutz der Republik verboten. 1930 betrug die Auflage 5.200 Stück.
Im Februar 1933 wird unter dem Verlagsleiter Hans-Joachim Hüpke der Zeitung die Eigenschaft eines Amtsblattes für die Behörden der Kreisstadt Holzminden entzogen und während des Nationalsozialismus werden einige Ausgaben unterbunden, bis es unter anderem durch das Schriftleitergesetz zur völligen Gleichschaltung der Presse kam. Im Herbst 1943 erfolgte die Beschlagnahmung des Täglichen Anzeigers Holzminden und die Verschmelzung mit der damaligen nationalsozialistische Niedersächsische Tageszeitung (NTZ). In der Folgezeit bis zum Ende des Zweiten Weltkriegs 1945 erschien in Holzminden und Umgebung nur noch die nationalsozialistische Niedersächsische Tageszeitung. Hans-Joachim Hüpke kehrte schwer verwundet aus dem Krieg zurück und nahm die Verlagsleitung nicht mehr wahr.
Im Herbst 1949 begann der Neuanfang der Zeitung mit dem gleichen Namen unter der Verlagsleitung von Erna Hüpke († 1986), der Ehefrau von Hans-Joachim Hüpke. Die erste Ausgabe nach Ende des Zweiten Weltkriegs erschien am 1. November 1949. Zuvor gab es am 22. Oktober 1949 eine unverkäufliche Probenummer. Um 1957 ist Friedrich Decher Chefredakteur des Täglichen Anzeigers mit einer Auflage von rund 8.000 Exemplaren.
1960 stirbt Hans-Joachim Hüpke und sein Schwiegersohn Kuno Mahnkopf (1932–2013) übernimmt die Stellen des Chefredakteurs des Täglichen Anzeigers Holzminden und des Geschäftsführers des Verlages Hüpke & Sohn.
Am 1. Juli 1972 übernahm der Verlag Hüpke & Sohn offiziell auch die Holzmindener Ausgabe der Neuen Hannoverschen Presse (NHP).
Im November 1977 erscheint die erste Ausgabe der Wochenzeitung (des Anzeigenblattes) „Schaufenster“.
Seit 1981 ist der Tägliche Anzeiger zusammen mit der Brauerei Allersheim jährlicher Veranstalter des Presse- und Bierfestes (PreBie) in der Stadthalle von Holzminden.
1986 erfolgte im Gewerbegebiet Bülte in Holzminden für umgerechnet 9 Millionen Euro ein neues Druck- und Verlagszentrum. Ab 1987 erscheint der TAH erstmals im Offsetdruck statt im Hochdruckverfahren.
1998 betrug die verkaufte Auflage im 1. Quartal 12.523 Exemplare.
Im Juli 2000 erscheint der Tägliche Anzeiger Holzminden erstmals unter www.tah.de mit einer Online-Ausgabe. Später wurden die Ausgaben gekürzt. Im Oktober 2008 erscheint die erste Ausgabe des Anzeigenblattes „WAS – Weserbote am Samstag“.
Am 27. Januar 2013 verstarb der langjährige Herausgeber und Chefredakteur Kuno Mahnkopf.
2017 liegt die Auflage 10.250 Exemplaren.

## Beteiligungen
- 24,4 % Gandersheimer Kreisblatt GmbH & Co. (durch Druck- und Verlagshaus Hüpke & Sohn Weserland-Verlag GmbH)
- 7,5 % Druckerei und Verlag H. Hofmann GmbH & Co. KG, Seesen (durch Druck- und Verlagshaus Hüpke & Sohn Weserland-Verlag GmbH)
- 1,0 % Göttinger Tageblatt GmbH & Co. KG (durch Druck- und Verlagshaus Hüpke & Sohn Weserland-Verlag GmbH)
- 0,595 % Funk & Fernsehen Nordwestdeutschland GmbH & Co. KG (u. a. radio ffn), (durch Druck- und Verlagshaus Hüpke & Sohn Weserland-Verlag GmbH)

## Anzeigenblätter
Neben dem TAH werden auch zwei kostenlose Anzeigenblätter vertrieben, die auch Auszüge aus dem Inhalt des Täglichen Anzeigers enthalten.
Der Schaufenster erscheint wöchentlich mittwochs mit einer Auflage von 52.000 Stück und hat als Verbreitungsgebiet auch die Stadt Höxter mit umliegenden Orten sowie der Stadt Dassel mit umliegenden Orten.
Der Weserbote am Samstag (WaS) erscheint als Resthaushaltszeitung wöchentlich samstags mit einer Auflage von 30.000 Stück und enthält mehrere Werbeprospekte des Handels.